# Walter Steinecke

Walter Steinecke

Walter Ernst Steinecke (* 7. März 1888 in Pützlingen; † 1. Juli 1975 in Detmold-Hiddesen) war ein deutscher Politiker (NSDAP) und Künstler.

## Leben und Wirken

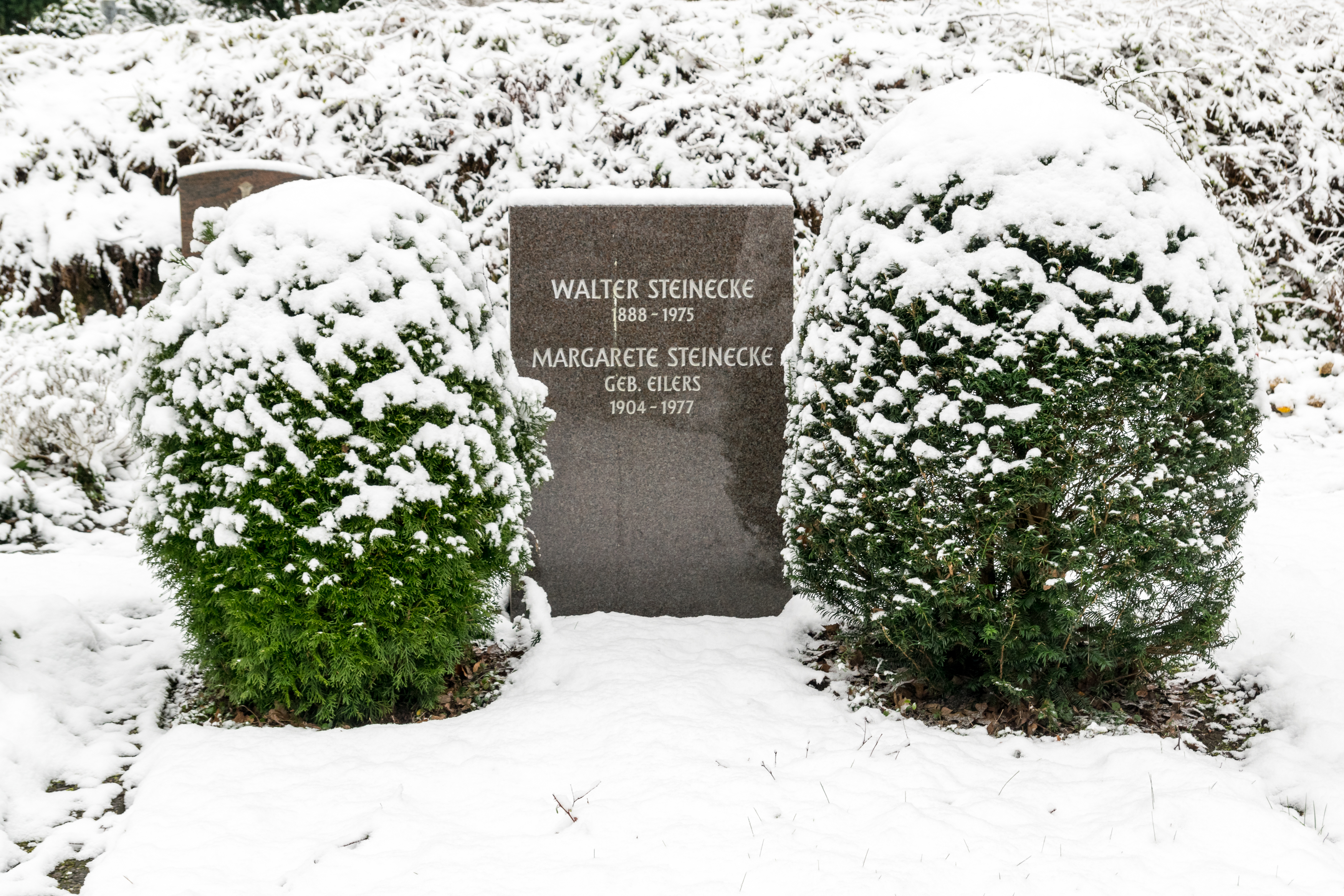
Grabstelle auf dem Friedhof Hiddesen

Steineckes Eltern waren der Pfarrer Hermann Steinecke und dessen Gattin Emilie, geborene Reif. Nach dem Besuch des Realgymnasiums in Nordhausen und Erfurt trat er 1908 als Fahnenjunker in das 1. Westpreußische Pionier-Bataillon Nr. 17 in Thorn ein. Er besuchte die Kriegsschule Engers und wurde 1909 zum Leutnant ernannt. Von 1912 bis 1914 wurde er an der Militärtechnischen Akademie in Berlin-Charlottenburg ausgebildet. Den Ersten Weltkrieg machte Steinecke in Ostpreußen, Polen und Frankreich mit. Im Krieg wurde er mit dem Eisernen Kreuz beider Klassen ausgezeichnet und im Mai 1918 zum Hauptmann befördert. Während der Kriegsjahre heiratete er 1916 Grete Höland, Tochter des ehemaligen Lemgoer Bürgermeisters Ernst Höland (1854–1923). Zu Beginn der Novemberrevolution wurde er eigenen Angaben zufolge aus der Armee zwangsverabschiedet.
In den Jahren 1919 bis 1920 studierte Steinecke als Maler und Graphiker in Kassel. Zusammen mit seiner Frau gründete er 1920 in Lemgo den Abraxas-Verlag, der in erster Linie Steineckes eigene Werke verlegte. 1929 trat er in die NSDAP ein. 1930 wurde er Leiter der Ortsgruppe Lemgo im Land Lippe. 1932 wurde er von Alfred Meyer zum Bezirksleiter für Lippe ernannt. Im Vorfeld der Lippischen Wahlen vom Januar 1933 übernahm er die Gesamtorganisation des Wahlkampfes. Nach der Wahl zog er als Abgeordneter in den Landtag ein, in dem er die Führung der NSDAP-Fraktion übernahm.
1933 bis 1934 war Walter Steinecke Gaukommissar für Lippe und kommissarischer Stellvertreter des Vorsitzenden beim Arbeitsamt in Detmold.
Steinecke fiel mehrfach durch Alkoholexzesse, auffälliges Verhalten gegenüber Frauen und Missbrauch von Parteigeldern auf. Er wurde daher kurz nach der Machtübernahme abgelöst und war zeitweise sogar mit Parteiausschluss und Schutzhaft bedroht. Die ihm 1934 übertragene Funktion als „Beauftragter für Berichte“ bei der Gauleitung im Gau Westfalen Nord war mit keiner politischen Macht verbunden. Ab 1936 hatte Steinecke jedoch die Funktion des Gauamtsleiters inne.
Von November 1933 bis zum Ende der NS-Herrschaft im Frühjahr 1945 saß Steinecke als Abgeordneter für den Wahlkreis 17 (Westfalen Nord) im nationalsozialistischen Reichstag. In der SA erreichte Steinecke den Rang eines Sturmbannführers. Ab 1938 wurde er Oberpräsident von Westfalen.
1936 verfertigte Steinecke 12 Radierungen für eine Inszenierung von Christian Dietrich Grabbes „Die Hermannschlacht“ durch Walter Bruno Iltz, die in Buchform im Januar 1937 Adolf Hitler übergeben wurden.
Für NSDAP-Propagandamaterial entwarf Steinecke Plakate und Titelblätter, von ihm gezeichnete Gemälde fanden sich in Dienstgebäuden, Galerien und auch in der Reichskanzlei.
Nach Kriegsende wurde Walter Steinecke im April 1945 inhaftiert und in das Internierungslager Staumühle gebracht. Während seiner Haft bis 1947 entstanden rund 600 Zeichnungen und Gemälde, von denen er einige 1948 in einem Band unter dem Titel „Köpfe hinter Stacheldraht“ veröffentlichte. Er kehrte 1947 nach Lemgo zurück und arbeitete als Maler und Grafiker sowie gelegentlich auch als Autor. 1955 erschien sein Buch „Auf der Insel Staumühle...“, in dem er auf die Zeit seiner Gefangenschaft zurückblickt.
Mit seiner zweiten Frau Margarete Eilers zog Steinecke in den 1960er Jahren nach Hiddesen. Bis zu seinem Tod im Jahr 1975 wurden seine Werke in Ausstellungen gezeigt, ohne seine Vergangenheit während des Nationalsozialismus zu thematisieren.
Steineckes Nachlass wird heute im Staats- und Personenstandsarchiv Detmold, einer Zweigstelle des Landesarchivs Nordrhein-Westfalen, aufbewahrt. Er beinhaltet neun Bände mit Materialien aus den Jahren 1937 bis 1958, darunter Steineckes persönliche Erinnerungen und ein Gästebuch.

## Veröffentlichungen
- Auf der Insel Staumühle … – Die Geschichte einer Gefangenschaft im deutschen Vaterland. Walter Steinecke – Abraxas Verlag, Lemgo 1955.
- Siebzig Jahre Licht und Schatten. Walter Steinecke – Abraxas Verlag, Lemgo 1958 (Autobiografie).